# Piero Torrigiani (politico 1846-1920)
Piero Torrigiani (Firenze, 1º giugno 1846 – Quinto, 16 giugno 1920) è stato un politico italiano.
Fu senatore del Regno d'Italia nella XVI legislatura e sindaco di Firenze nella seconda metà dell'Ottocento.

## Biografia
Figura di spicco della politica fiorentina nella seconda metà dell'Ottocento, fu lui a firmare il piano di Risanamento, che dal 1885 demolì la zona del Mercato Vecchio per far posto a piazza della Repubblica. Fu sindaco dal 17 aprile 1886 al 14 novembre 1889 e poi ancora dal 4 febbraio 1891 al 2 gennaio 1901. Prima di diventare sindaco di Firenze, il Torrigiani ha ricoperto la carica di sindaco di Casellina e Torri dal 1883 all’aprile del 1886.
Dal 1870 fu socio della Società Geografica Italiana, presiedette alla fondazione della Società Dantesca Italiana (31 luglio 1888) e ne fu il primo presidente, prima provvisorio, poi onorario. Fu anche fondatore e primo presidente, dal 1898, del Florence Football Club. , la prima società calcistica fiorentina.